# Janszky József
Janszky József (Csorna, 1943. május 9. – Pécs, 2018. január 16.) magyar fizikus, egyetemi tanár, az MTA rendes tagja.

## Élete
Csornán érettségizett. Fizika diplomát a Lomoszonov Egyetemen szerzett, kandidátusi fokozatát 1978-ban szerezte meg, majd 1986-ban a fizika tudományok doktora lett. 2001-ben az MTA levelező, 2007-ben rendes tagjává választotta.
1998 óta az MTA Szilárdtestfizikai és Optikai Kutatóintézet kutatóprofesszora. 2000 óta a Pécsi Tudományegyetem professzora, ahol 2001-2008 között a Természettudományi Kar Fizikai Intézetének és 2013-ig a PTE Fizika Doktori Iskola vezetője volt. Több, mint tíz PhD hallgató szerezte meg a fokozatát az ő vezetésével. Kutatási területe: kvantumoptika, kvantuminformatika, kristályfizika. Több mint 200 publikáció fűződik a nevéhez. Több bizottság tagja Magyarországon és külföldön.

## Díjai
- Novobátzky Károly-díj (1990)[1]
- Fizikai Díj (1992)[1]
- Fizikai Fődíj (1996)[1]
- Akadémiai Díj (1999)[1]
- Arany János Közalapítvány Simonyi Károly szakkuratóriumi díj (2003)[1]
- A Magyar Érdemrend tisztikeresztje (2011)